# 더 노멀 하트
《더 노멀 하트》(영어: The Normal Heart)는 2014년 공개된 미국의 영화이다.

## 출연

### 주연
- 마크 러팔로
- 맷 보머
- 테일러 키취
- 짐 파슨스
- 줄리아 로버츠

### 조연
- 조나단 그로프
- 데니스 오헤어
- 알프리드 몰리나
- 핀 위트록
- B.D. 웡
- 윌리엄 데메리트
- 프랭크 드 훌리오
- 조 망텔로
- 숀 미핸
- 스티븐 스피넬라
- 존 메이니어리